# Regina Pinkert
Regina Pinkert, pseudonimo di Regina Pinkiertówna (Varsavia, 15 giugno 1866 – Milano, 28 maggio 1931), è stata un soprano polacca.

## Biografia
Nasce a Varsavia da Rodolfo, un impiegato, e Rosalia Bilaner nel 1866.
Regina Pinkert dopo aver svolto studi di canto, debuttò in patria nell'opera di Giacomo Meyerbeer (1890) intitolata Gli ugonotti.
Dopo un paio d'anni si trasferì in Italia, dopo ricevette tanti consensi e buoni successi.
Sposò a Milano il 16 maggio 1908 Edoardo Morotti, un benestante di Bologna.
Si dimostrò una dei più significativi soprani contemporanei, grazie alla sua voce molto estesa, tersa e agilissima.
Molto abile anche come attrice grazie alla sua eleganza e stile, si mise in evidenza sia nel drammatico sia nel buffo.
Morì a Milano nel 1931 a causa di una broncopolmonite.